# Puerto Mineral
Puerto Mineral es una colonia misionera, ubicada en el departamento Libertador General San Martín de la provincia de Misiones.
Depende administrativamente del municipio de Puerto Leoni, de cuyo centro urbano dista unos 10 kilómetros. Se halla a 1 kilómetro del río Paraná.

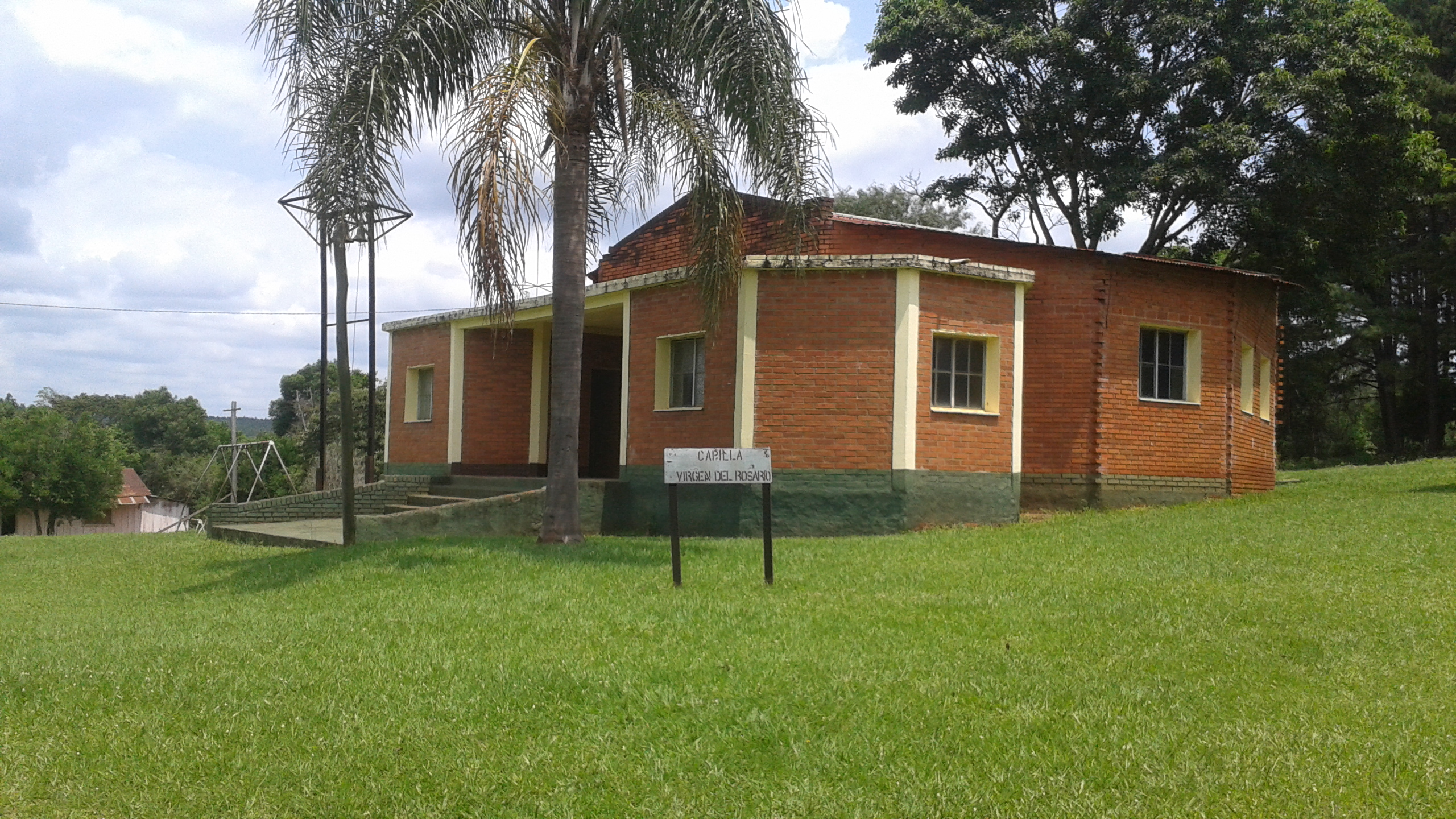
Capilla Virgen del Rosario.

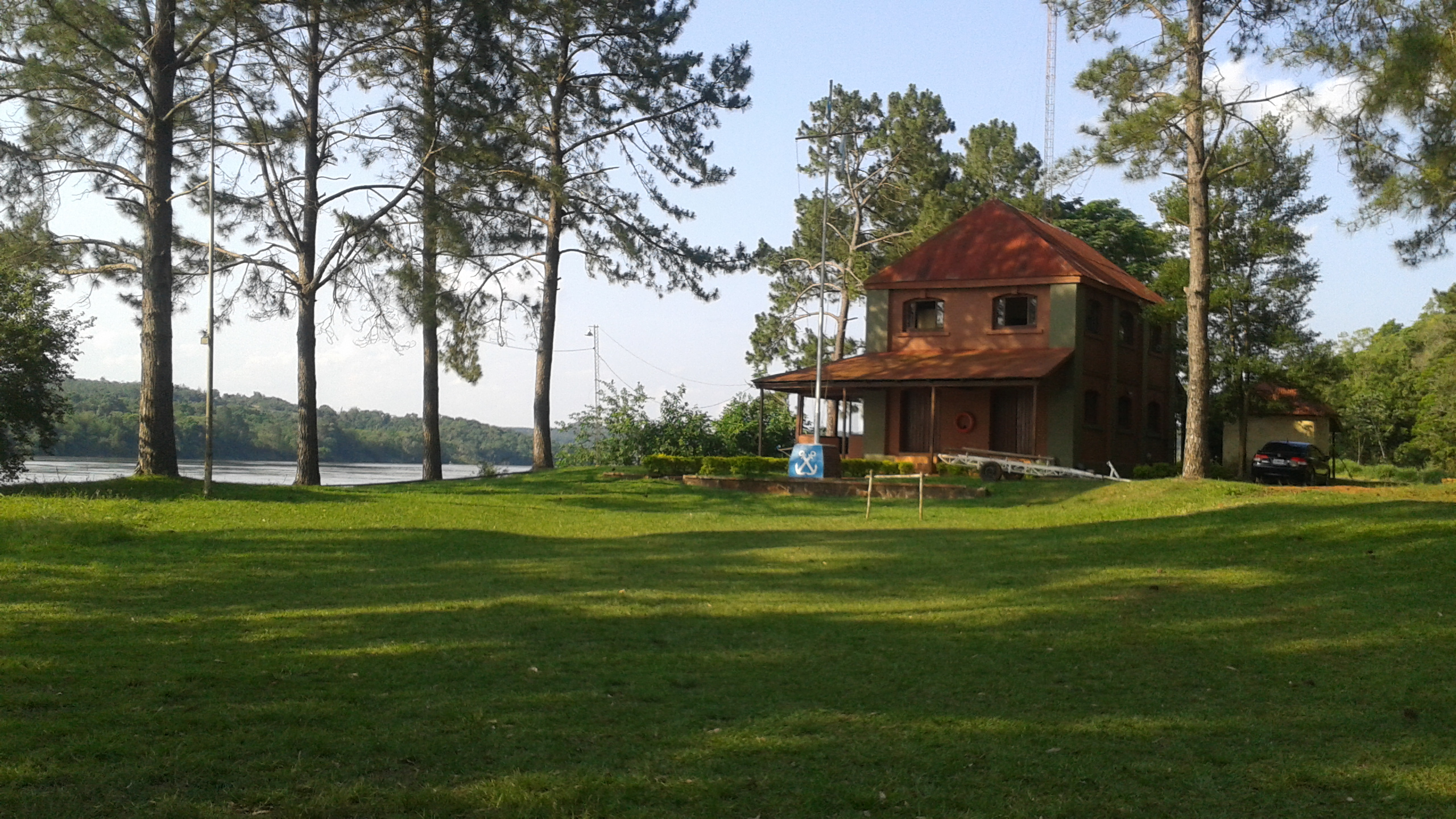
Prefectura Naval Argentina.

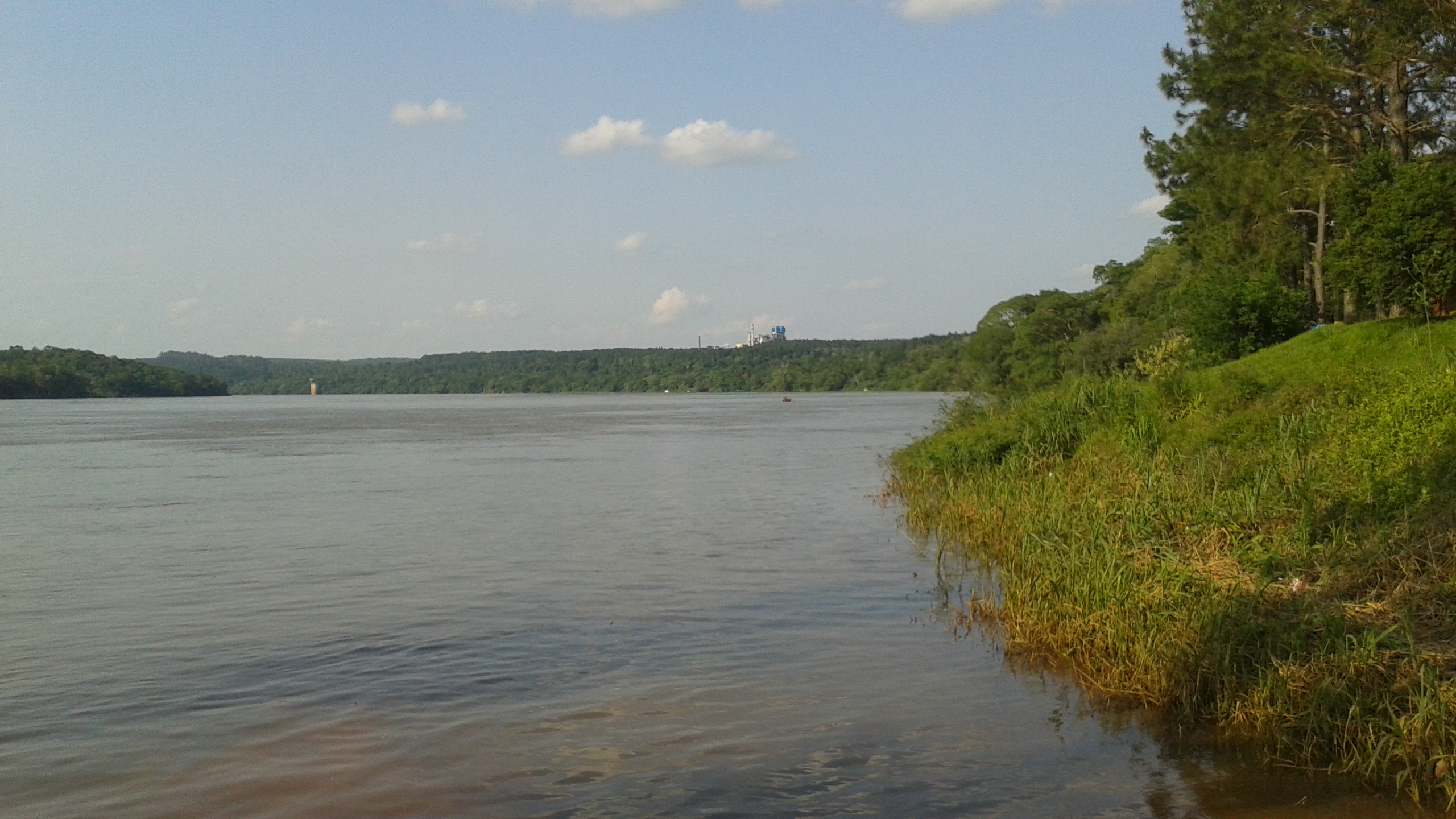
El río Paraná; en el fondo, la planta de Papel Misionero.

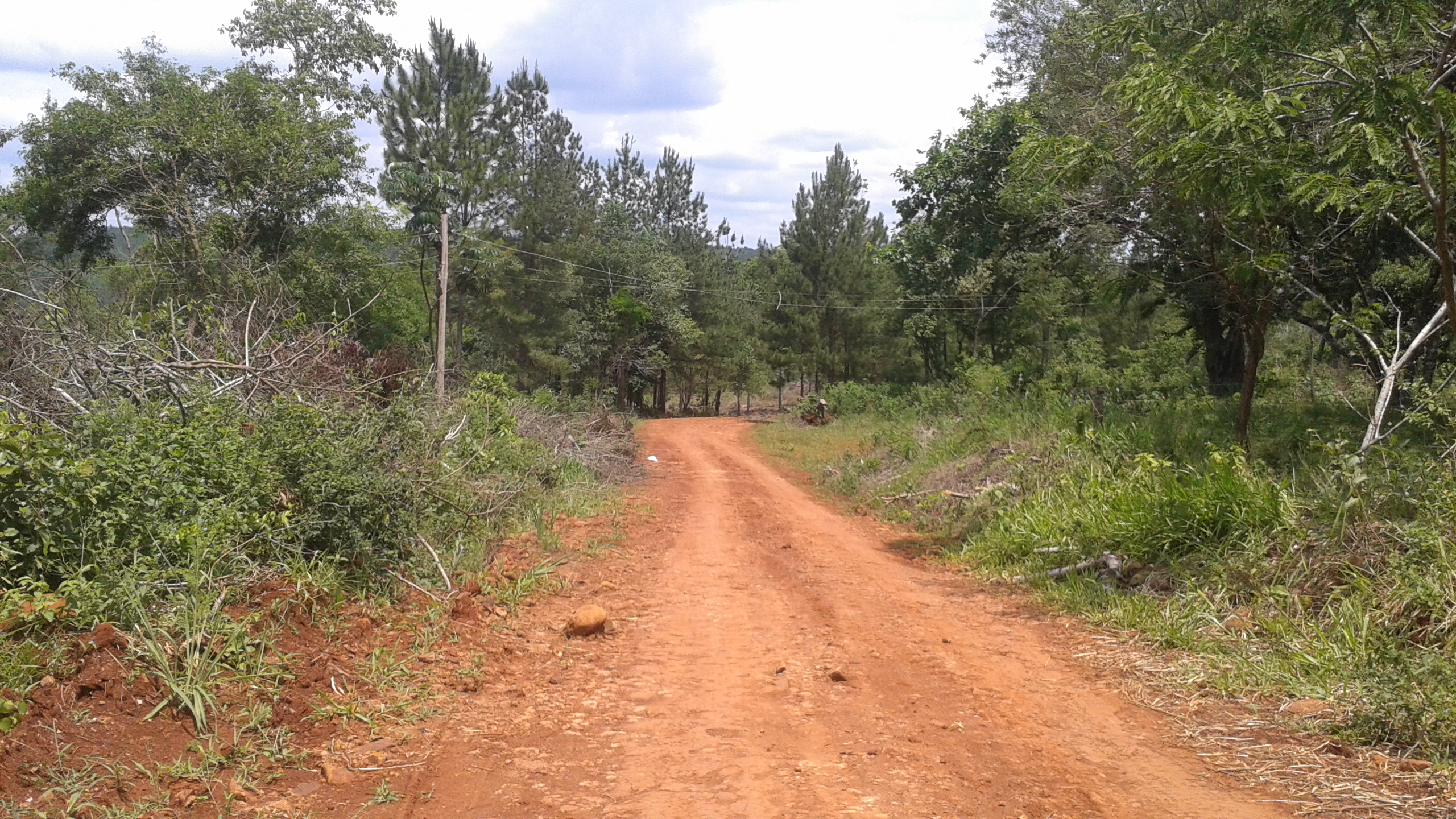
Camino hacia el río Paraná.

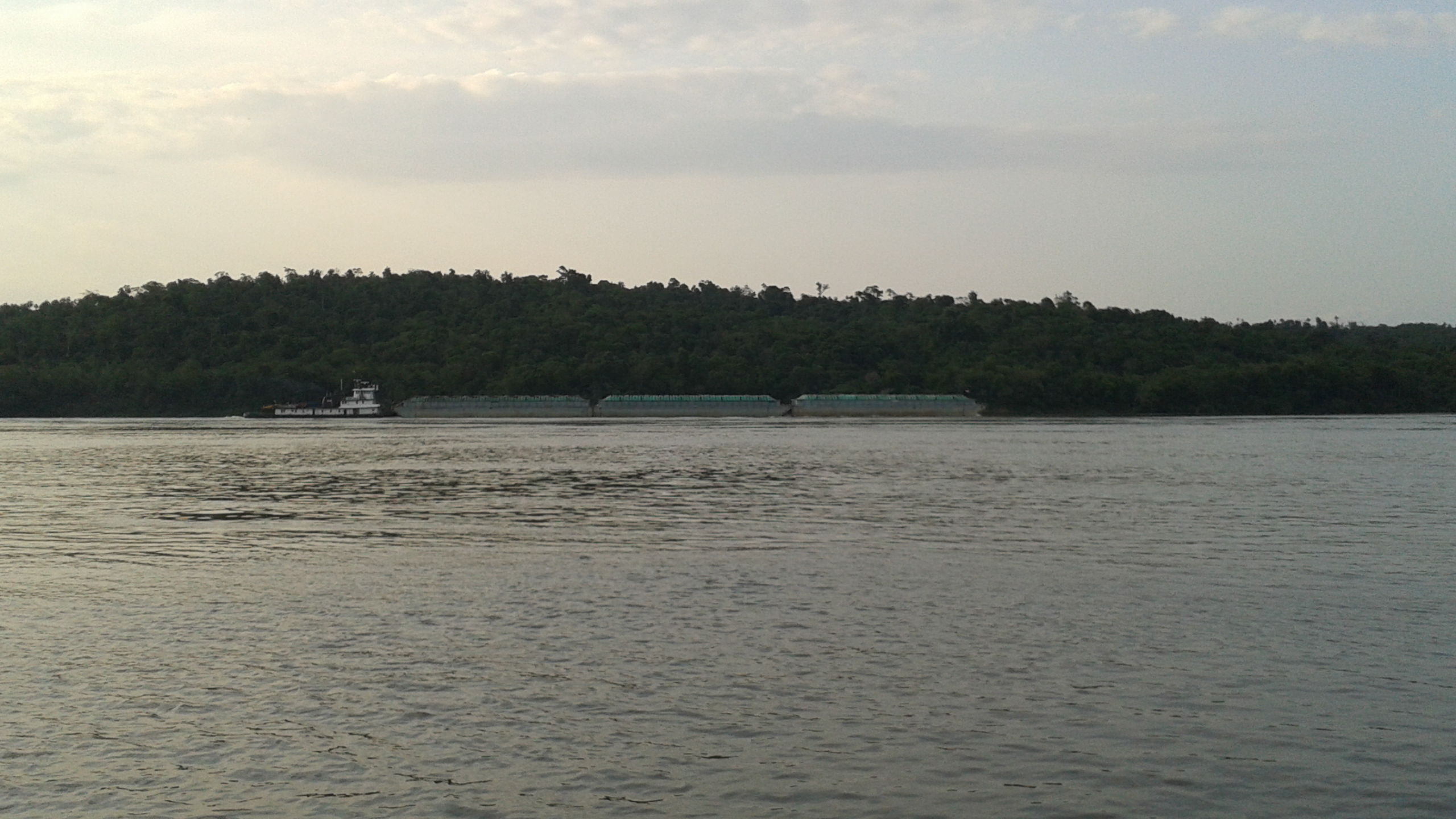
Barcaza sobre el río Paraná.

La localidad de Puerto Mineral se ubica a 7 kilómetros de Capioví, y a 21 km de Jardín América.
Su principal vía de acceso es un camino vecinal que la vincula al este con la Ruta Nacional 12 y al oeste con el río Paraná.
Posee una de las fábricas de papel más importantes de la provincia de Misiones.
La visita a Papel Misionero es una oportunidad para conocer el proceso de los diferentes productos que se elaboran. La producción anual de esta fábrica alcanza las 90 000 toneladas por año, distribuidas en papel bolsero y kraft liner.
Con esta cantidad cubre el 40 % del mercado interno, mientras que el 20 % de su producción anual se exporta a países del Mercosur.
Otro atractivo de la localidad es el club Puerto Mineral Golf, que posee 5343 yardas; 9 hoyos par 70, y excelentes greens.
Se organizan torneos que cuentan con la presencia de participantes argentinos y extranjeros.
El club es miembro de la Federación de Golf del Nordeste Argentino.
Tiene un hotel con capacidad de 24 habitaciones: 8 de ellas especiales, 14 estándar y una suite presidencial. A su vez cuenta con servicio de restaurante, quincho, piscina y una sala de convenciones.

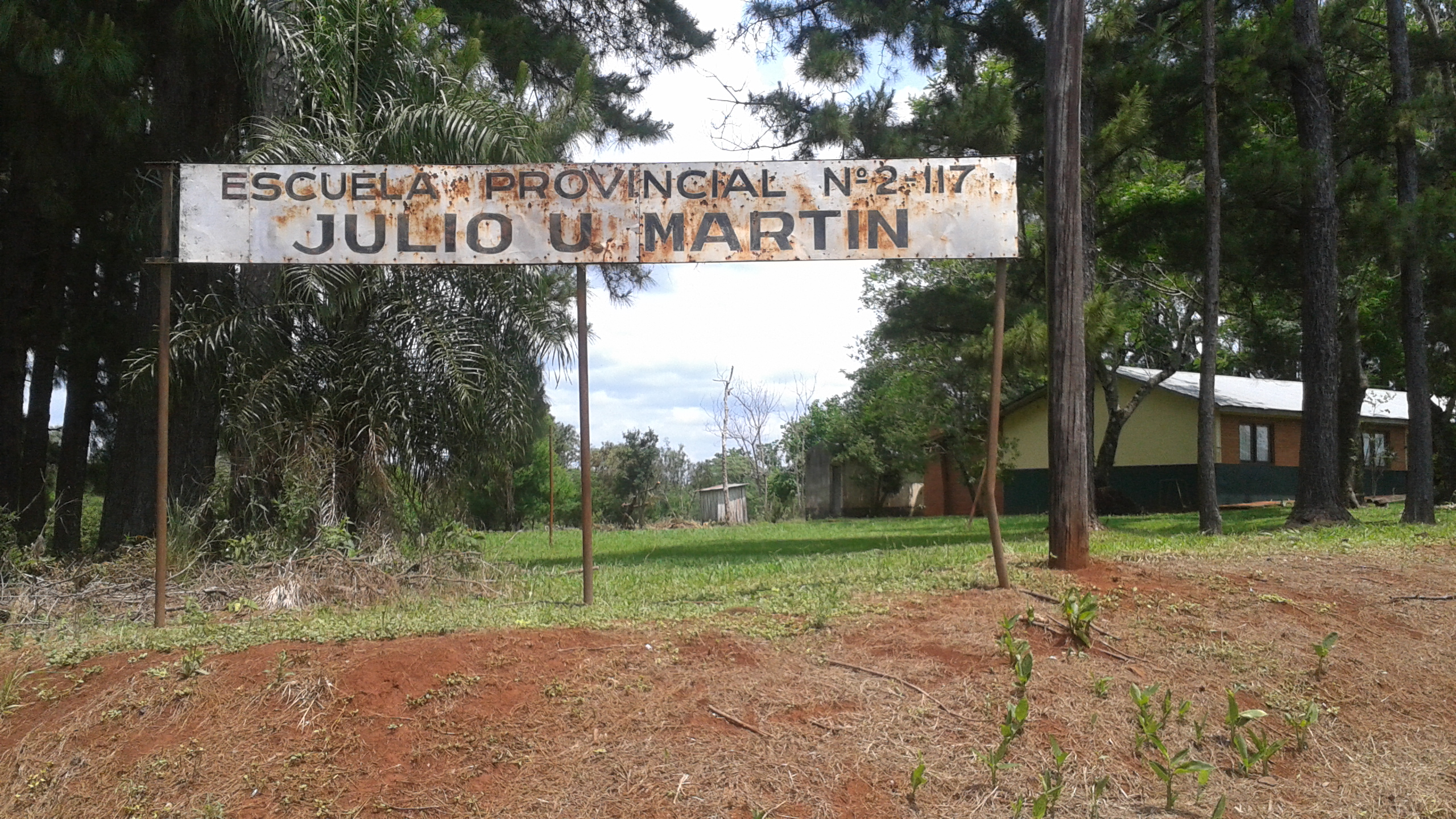
Escuela Provincial Nº 2-117 "Julio U. Martín", ubicada en Puerto Mineral.

La Escuela Provincial N.º 2-117 "Julio U. Martín" lleva el nombre del fundador de la localidad.